# Хатунь

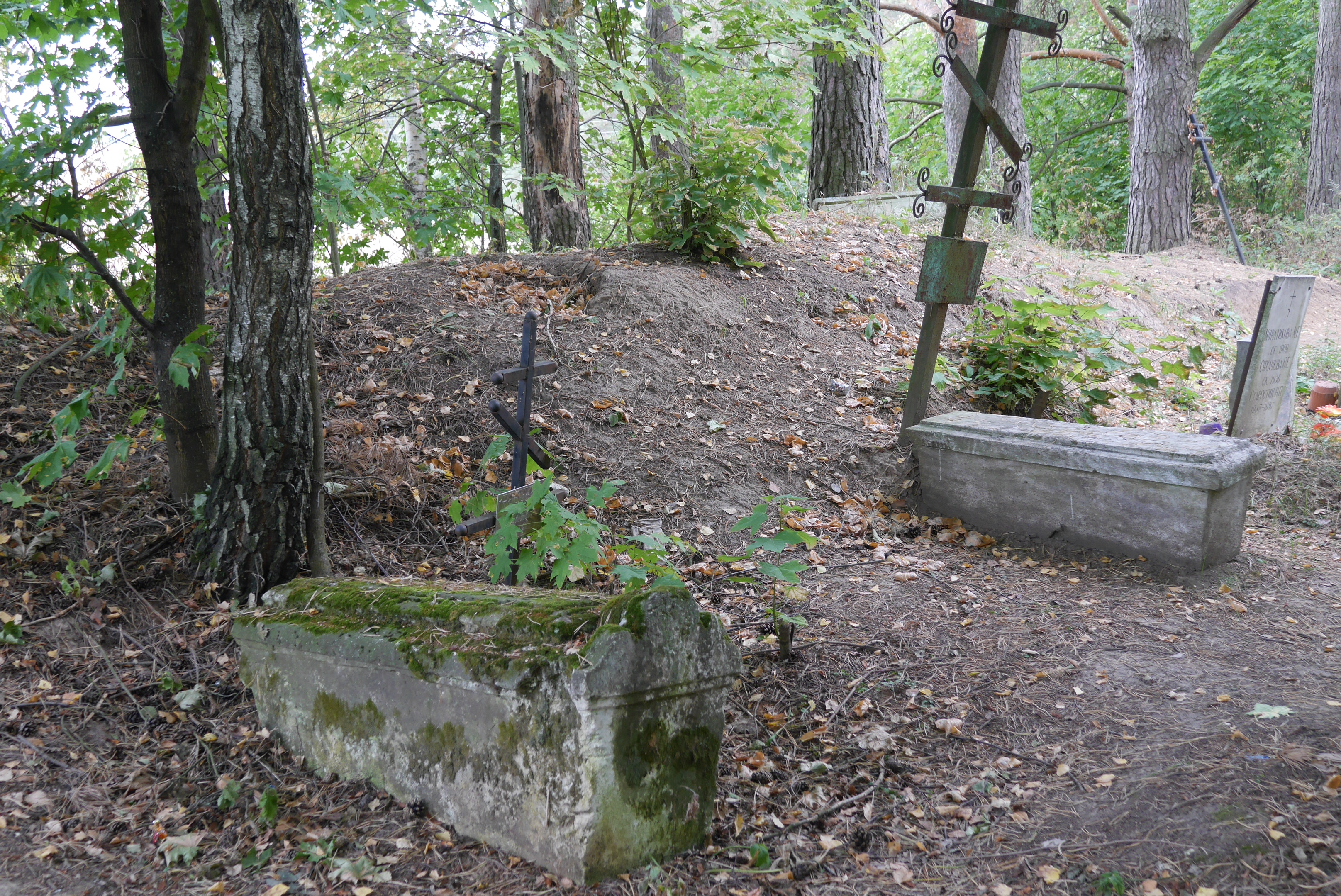
Старинные надгробия на территории кладбища (городища)

Хатунь (Хотунь) — исчезнувший город Подмосковья. Располагался на левом берегу реки Лопасни. На данный момент Хатунь отождествляют с городищем «Городок» на южной окраине села Хатунь Ступинского района Московской области.
Город-крепость Хатунь был основан в XII веке как оплот Рязанского княжества в борьбе против владимиро-суздальских князей на месте древнего поселения железного века. Вероятно, либо сама Хатунь, либо прежняя крепость на её месте была изначально южным оплотом Новгородского княжества, а затем, северным — Черниговского.
В XIV веке Хатунь принадлежала серпуховским князьям. В завещании Ивана Калиты среди наследства отошедшего младшему сыну Андрею Серпуховскому она указана не была, но внук Ивана Владимир Андреевич Храбрый владел Хатунью. Но его третьему сыну Ярославу Владимировичу отошло уже село Хотунь.
В 1448 г. согласно договорной грамоте великого князя Василия Тёмного Хатунь вместе с рядом других городов пожалована серпуховскому князю Василию Ярославичу в благодарность за военную помощь в междоусобной борьбе за великокняжеский престол с Дмитрием Шемякой и посредничество в примирении Шемяки и можайского князя Ивана Андреевича с Василием Тёмным.
В 1462 г. по духовному завещанию великого князя Василия Тёмного Хатунь вместе с частью Москвы, принадлежавшей Владимиру Андреевичу Храброму, Дмитровом, Можайском, Серпуховым, а также несколькими московскими и множеством других сёл была передана в удел третьему сыну великого князя Юрию.
К XV в. Хатунь, как и другие подобные городки потеряла стратегическое значение, поскольку были воздвигнуты такие каменные крепости как Кашира, Серпухов или Зарайск. Тем не менее, село Хатунь сохраняет своё значение в силу близости к Сенькиному перелазу — броду на Оке и теряет его по мере смещения южной границы государства в украинские степи.
В 1496 году из Казанского ханства сбежал ставленник Ивана III хан Магомет-Аминь, которому на кормление были выделены Серпухов, Хатунь и Кашира. В 1502 Магомет-Аминь вернулся в Казань, но в 1516 эти земли выделяются брату хана Абдул-Латифу. Впрочем, он умер спустя год.
26 июля 1572 князь Михаил Воротынский под Хатунью в Молодинской битве разбил 60-тысячное войско крымского хана Девлет-гирея, имея лишь 25 тысяч воинов. Впервые здесь применялся «гуляй-город» — подвижная осадная крепость.
В конце XVIII в. в Хатуни находилась усадьба графа Алексея Орлова, от которой осталась лишь Вознесенская церковь (1785).
К настоящему времени от города сохранилось городище на холме в излучине Лопасни на южной окраине села Хатунь, в 18 км к юго-западу от станции Михнево. На территории городища располагается сельское кладбище.
Оборонительными сооружениями Хатуни служили глубокий и крутой берег Лопасни с запада, и крутой берег реки Заполонки, огибавшей холм с востока и юга. Искусственное сооружение возводилось лишь с северной стороны и короткое с северо-востока, общей длиной около 250 метров. Пред частоколом со стороны поля, ров шириной 6 метров и глубиной 3 метра (он виден и в настоящее время). Единственные въездные ворота с северной стороны. Размеры плоской вершины холма почти правильного квадрата 200×200 м.